# Heinz Dungs
Heinz Dungs (* 21. Dezember 1898 in Sterkrade; † 8. Januar 1947 durch Hinrichtung oder 1949 in einem sowjetischem Arbeitslager) war ein deutscher Theologe und Pfarrer.

## Leben
Dungs studierte evangelische Theologie und wurde 1921 Vikar der Kirchenprovinz Rheinland der Evangelischen Kirche der Altpreußischen Union und von dieser in Bonn, Düsseldorf und Engers eingesetzt. Im Jahre 1923 wurde er zum Pfarrer ordiniert und übernahm 1925 die Pfarrstelle Kleinich im Hunsrück, 1929 in Krefeld und 1934 in Mülheim an der Ruhr. Seit dieser Zeit war er Mitglied der Kirchenbewegung Deutsche Christen. 1937 wurde er als kommissarischer Pfarrer für gesamtkirchliche Aufgaben von der Thüringer Kirche übernommen. Seit 1938 war er Pressepfarrer in Weimar und betreute das Kirchenblatt Glaube und Heimat. Seit 1939 war er Geschäftsführer am Institut zur Erforschung und Beseitigung des jüdischen Einflusses auf das deutsche kirchliche Leben.  Maßgeblich wirkte er bei der Erarbeitung und Herausgabe eines „entjudeten“ Gesangbuches unter dem Titel „Großer Gott, wir loben dich“ mit. Seit 1943 war er kommissarischer Oberpfarrer in Blankenhain und verwaltete ab 1945 die Pfarrstelle Troistedt. 1946 wurde er aufgrund des kirchlichen Reinigungsgesetzes entlassen. Er wurde von der Sowjetischen Militäradministration in Deutschland verhaftet, danach in ein Speziallager eingeliefert.

## Werke
- Zur Frage der gesetzlichen Feiertage. Ein Beitrag aus der evangelischen Beamtenbewegung. Verlag des Evangelischen Bundes, Berlin 1930, (Schriften des Verbandes deutscher evangelischer Beamtenvereine 1).
- Vom Werden deutscher Volkskirche. Grundsätzliche Äußerungen der Nationalkirchlichen Bewegung Deutsche Christen. Zugleich eine Antwort auf die Zeitfrage nach der Zukunft des Protestantismus. Verlag Deutsche Christen, Weimar 1938.